# 斯基特·烏爾里奇
斯基特·烏爾里奇（英語：Skeet Ulrich，1970年1月20日—）是美國的一位演員。他最著名的作品是在電影《驚聲尖叫》中飾演Billy Loomis角色。